# Rafanée
Rafanée doit pas être confondue avec la ville de la Décapole nommée Raphana (Bayt Ras) en Jordanie
Rafanée ou Raphanée est une ville antique en Syrie dans la province de Hama. C'est un site qui n'a pas fait l'objet de campagnes de fouilles mais seulement de reconnaissances menées par des équipes syro-germaniques. D'après ces recherches, la ville serait située à quelques kilomètres au sud de la forteresse croisée de Montferrand-Ba`rîn entre les villages actuels de Ba`rîn et de Nîsâf.

## Histoire
Rafanée est citée par Flavius Josèphe dans La guerre des Juifs. Il parle longuement du « fleuve sabbatique » qui arroserait la ville. Ce fleuve est censé couler six jours et rester à sec le septième, d'où son nom « sabbatique », Pline l'Ancien se contente d'y faire allusion.
La légion romaine VIe Ferrata a fait de la région de Rafanée son lieu de campement en y remplaçant la XIIe Fulminata au cours du Ier siècle. La XIIe Fulminata reste à Raphanée jusqu'en 70. Après la destruction de Jérusalem en 70, Titus retira la XIIe Fulminata « complètement de la Syrie, où elle se trouvait autrefois en garnison à Raphanée, pour l'envoyer au pays de Mélitène, près de l'Euphrate, sur les confins de l'Arménie et de la Cappadoce. » En 106, la VIe Ferrata est déplacée dans le sud de la Syrie à Bosra, elle est remplacée par la IIIe Gallica. Cette légion y reste cantonnée jusqu'au IIIe siècle. C'est cette garnison qui aide Élagabal (Varius Avitus Bassianus) à renverser l'empereur Macrin, en 218,,.
En 253, la ville est conquise par les Sassanides et détruite pendant le règne d'Ardachîr Ier. Malgré sa position frontalière, la ville reste un centre urbain et un des évêchés du centre de la Syrie.
Au cours de la première croisade, le 5 janvier 1099, l'armée des Francs menée par Raymond de Saint-Gilles part de Ma'arrat al-Numan. Cette armée se dirige vers le sud et arrive devant Rafanée. La ville a été désertée par ses habitants qui se sont enfuis. Les croisés profitent des provisions trouvées dans la ville pour se refaire des forces.
Après son retour en Syrie en 1102, Raymond de Saint-Gilles entreprend la construction de la forteresse qu’il appelle Montferrand. Ce nom viendrait du souvenir de la légion romaine VIe Ferrata qui avait fait de la région de Rafanée son lieu de campement. La ville devient la frontière du comté de Tripoli et des émirats d'Alep et Émèse et change de main à plusieurs reprises. En 1238-1239, l'émir de Hama, Muzaffar (règne 1229/30-1244/45) décide de raser la citadelle jusqu'à fleur de terre.
Rafanée est le siège d'un diocèse (de) in partibus dont le titulaire actuel est depuis novembre 2002, Armando Bortolaso vicaire apostolique d'Alep en retraite.